# 揚立しの
揚立 しの（あげたて しの）は、日本の漫画家。

## 作品リスト

### 漫画作品

#### 連載
- ご飯つくりすぎ子と完食系男子（『デンシバーズ』2016年5月20日 - 2018年12月21日→『comicブースト』2019年2月15日 - 連載中）
- はたらく女子のセーラー服（『まんがタイムスペシャル』2017年7月号 - 2017年11月号）
- あちらのお客様から（『いただき〼幸せごはん』2017年9月号 - 2018年9月号）
- 自炊男子に不器用な恋してます。（『ごはん日和』2017年4月vol.5 - 連載中）
- ハッピーアワーガールズ（『まんがライフオリジナル』2019年4月号[1] - 2022年7月号）
- 脇役女子は後輩男子に酔わされたい（『JOUR』2020年6月号[2] - 2023年8月号[3]）
- 恋する魔女はエリート騎士に惚れ薬を飲ませてしまいました ～偽りから始まるわたしの溺愛生活～（原作：榛名丼、キャラクター原案：條、漫画：東弥イツキ、『DREコミックス』2023年8月18日 - 2024年5月3日） - 構成担当。

#### 読み切り
- 猫様とOL（『まんがライフオリジナル』2016年10月号[4]）
- 陶酔する毎夜（『まんがライフオリジナル』2019年2月号[5]） - ハッピーアワーガールズの0話となる漫画。

### 書籍
- 『ご飯つくりすぎ子と完食系男子』、幻冬舎コミックス〈バーズコミックス〉2016年 - 、既刊13巻（2025年5月23日現在）
- 『あちらのお客様から』芳文社〈芳文社コミックス〉、2018年12月20日発売、ISBN 978-4-8322-3651-6
- 『自炊男子に不器用な恋してます。』ぶんか社〈ぶんか社コミックス〉、2020年4月14日発売、ISBN 978-4-8211-3915-6
- 『ハッピーアワーガールズ』、竹書房〈バンブーコミックス〉2020年 - 2022年、全3巻
- 『脇役女子は後輩男子に酔わされたい』、双葉社〈ジュールコミックス〉2021年 - 、既刊3巻（2022年4月14日現在）

### その他
- ボーダーブレイク mobile －疾風のガンフロント－（ゲーム、2013年）イラスト